# Прислів'я

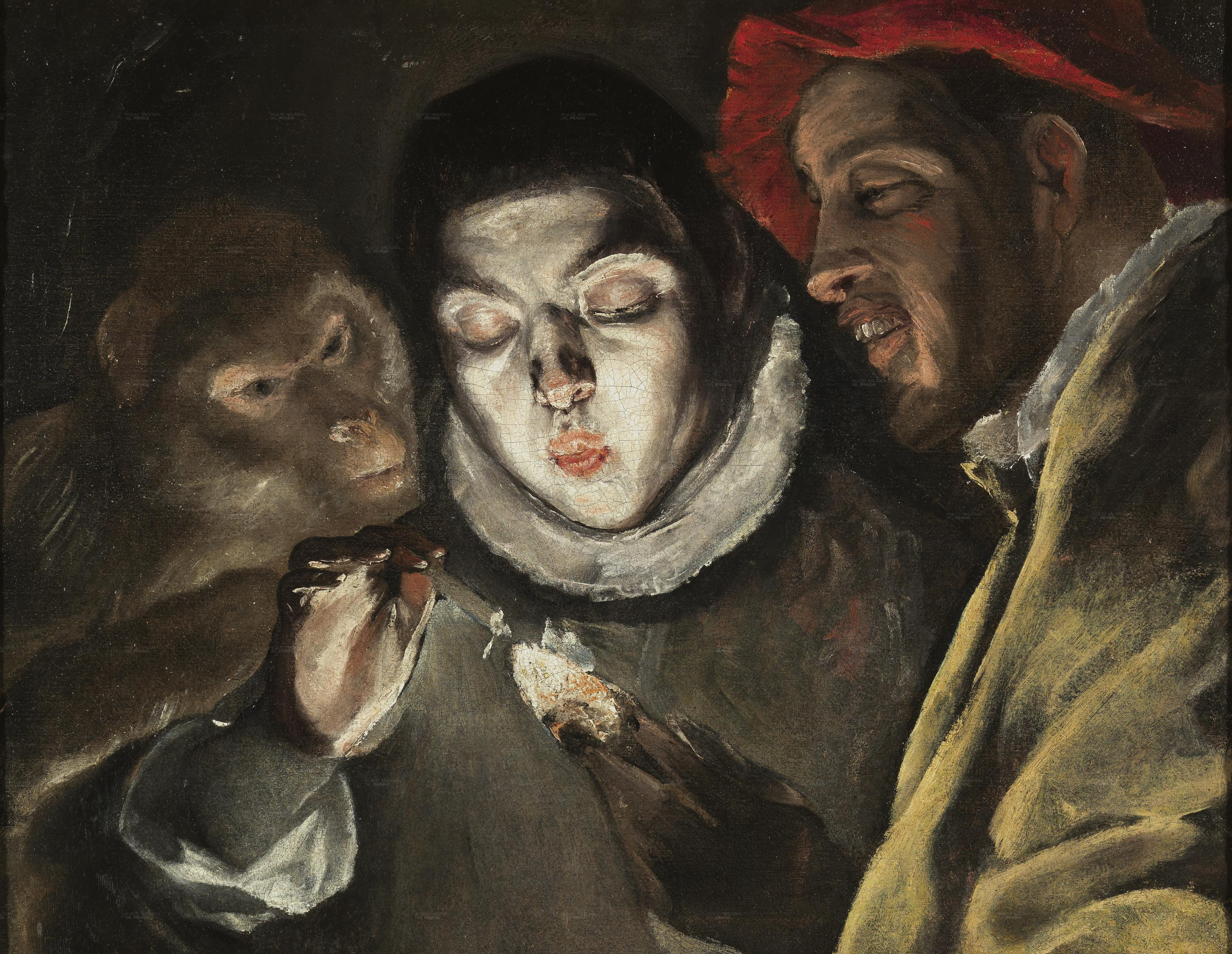
Картина Ель Греко «Іспанське прислів'я», близько 1600 р. Прадо, Мадрид.

Прислі́в'я — мала форма народної поетичної творчості, короткий, ритмізований вислів, що несе узагальнену думку, висновок, іносказання з дидактичним ухилом.
У фольклористиці прислів'я та приказки позначають терміном паремії.

## Поетика
Своєю силою прислів'я зобов'язане смисловому ефекту, що виникає в результаті особливого стяжіння синтаксичної і лексичної форми, покликаного закріпити якийсь зміст; прийоми, за допомогою яких досягається це стяжіння:
- стислість пропозиції і часте поєднання невизначено-особистих форм і дієслова в теперішньому часі або наказовому нахилі
- паралелізм
- алітерація, асонанс, рима і інші звукові механізми, що роблять вислів ритмічно стислим

Всі ці прийоми допомагають узагальнити твердження, підняти його до рівня метафори, тобто перетворити на типовий еквівалент практично нескінченного числа ситуацій. Поєднання кількох таких прийомів стає для слухача сигналом, що фіксує щось ніби дискурсивній ізотопії. Можна говорити про «стиль прислів'я», що існує ніби поза часом: традиційність — настільки невід'ємна його межа, що сама думка про «витоки» прислів'я здається в чомусь суперечливою.

## З історії прислів'їв
У середньовічній Європі складалися збірки прислів'їв; до нас дійшли близько трьох десятків рукописних збірок, складених в XIII—початку XV століть. Наприклад, до збірки так званих «Прислів'їв Віллана», що не раз ставала предметом обробки або наслідування, входять кілька шестискладових шестивіршів, кожен вірш яких є глосою до сьомого, не віршованого рядка, поданого як селянське прислів'я. Все загалом відрізняється рідкісною ритмічною і тематичною однорідністю; дискурс повністю замкнутий на собі. Укладачем цієї збірки в XIII столітті був якийсь лірик з роду Пилипа Ельзаського. Подібні тексти трапляються аж до XV століття, іноді з ілюстраціями: тоді прислів'я служить підписом до малюнка.
Влучні прислів'я стали сюжетами картин західноєвропейських художників (Пітер Брейгель Старший, Ель Греко), спробами поєднати їх в театральних виставах, кінострічках, хоча вибудувати такий досить зв'язний сюжет — важко.
Перші збірники українських прислів'їв та приказок, що дійшли до нашого часу, з'явилися в другій половині XVII століття, хоча в науці існує думка, що їм передували інші збірники малих жанрів, що не збереглися. Одним із тогочасних збирачів прислів'їв був відомий український поет другої половини XVII ст. Климентій Зиновіїв. Він зібрав понад півтори тисячі прислів'їв, які уклав у рукописний збірник «Приповісті посполиті» і використовував їх у своїх віршах. Вперше добірку прислів'їв надрукував О. Павловський у своїй «Грамматике малороссийского наречия» (1818), де вони служили матеріалом для вивчення української мови.

## Українські прислів'я
Багато українських прислів'їв виражають любов до Батьківщини, готовність її захищати, осуд зрадників, стверджують необхідність дружби між народами тощо.
Виникають прислів'я постійно, але поширюються в народі й передаються від покоління до покоління лише найзмістовніші й найвлучніші з них. Справжні народні прислів'я поєднують у собі глибокий зміст з дуже простою, але образною формою, їх легко запам'ятовувати й виголошувати. Прислів'я, як правило, короткі, їхня будова відзначається симетричністю, поділом на частини, що римуються між собою; рими в них багаті й іноді несподівані. Часто прислів'я будуються з використанням або синтаксичного паралелізму («Хвали жито в стогу, а пана в гробу»), або протиставлення («Рання пташка дзьобик чистить, а пізня очиці жмурить»). Найчастіше прислів'я використовують метафору, а також гіперболу («Такий тупий ніж, що й киселю не ріже»), іронію («Поможе, як мертвому кадило»), порівняння («Живе, як у батька за пазухою»), епітети («У лиху годину узнаєш вірну людину») та інші тропи.
Можна виявити такі особливості народних прислів'їв: узагальнення народного досвіду; повчальність; стислість і ємність висловленої думки; влучність і поетичність; використання слів у прямому й переносному значеннях; малий обсяг.
Завдяки глибокому змісту й художній довершеності народні прислів'я та приказки завжди привертали пильну увагу письменників. Вони їх збирали й використовували у своїх творах.
Іноді прислів'я та приказки виносяться в назву твору (роман Панаса Мирного «Хіба ревуть воли, як ясла повні?», драма Марка Кропивницького «Доки сонце зійде, роса очі виїсть», оповідання Григорія Квітки-Основ'яненка «Добре роби, добре й буде»).

## Англійські прислів'я
«Добрий вислів завжди вчасний» — твердить англійське прислів'я. Такої думки дотримуються ті, хто у вивченні світової культури звертається до фольклорних жанрів, зокрема до прислів'їв та приказок. Історики, стежачи за розвитком паремістичного фонду (так називають весь комплекс прислів'їв та приказок якоїсь мови), реєструють важливі зміни у традиціях та звичаях, у матеріальній та духовній культурі народу. Етнографи та фольклористи часом пробують визначити зв'язок між змістом прислів'їв та національним характером. Психологи досліджують у процесі творення прислів'їв певні риси людського мислення. Лінгвісти, вивчаючи прислів'я та приказки, звертають особливу увагу на їхній мовний склад та принципи будови. Літературознавці розглядають у них своєрідну природу метафор та символів, визначають функції цієї квінтесенції народної мудрості й фантазії в контексті літературних епох. «Прислів'я втілюють плин часу, і той, хто хоче чинити добре, може побачити себе в них, як у дзеркалі», — свідчив упорядник однієї з давніх — 1707 року — збірок англійських прислів'їв Джон Мейплтофт. Ще в ранній спробі наукового дослідження англійських прислів'їв, як бачимо, відзначено історизм їхньої еволюції, їхній зв'язок з реальним життям. Ґрунтовним доказом на користь таких спостережень Мейплтофта можуть бути самі фольклорні ідеї: «Приказка правду каже» або «Прислів'я — дитя досвіду». Процес морального виховання — свідомий чи інтуїтивний — спирається й на фольклорні максими. Народжене у свідомості однієї людини афористичне узагальнення морального й соціального сенсу конкретної життєвої ситуації тільки тоді ставало прислів'ям, коли набувало значення «мудрості багатьох», коли роки, а часом і століття відбирали до фольклорної скарбниці лаконічні й виразні настанови, з яких складається моральний ідеал народу.

- A bad workman always blames his tools — У поганого майстра погана пила.
- A bag of bones — Шкіра та кості.
- A bargain is a bargain — Договір дорожчий від грошей.
- A bird may be known by its song — Видно птаха по пісні.
- A black hen lays a white egg — Чорна курка несе білі яйця.
- A blessing in disguise — Не було б щастя, так нещастя допомогло.
- A cat in gloves catches no mice — Любиш кататися — люби і саночки возити.
- A cat with nine lives — Живучий, як кішка.
- A chain is no stronger than its weakest link — Де тонко, там і рветься
- A creaking door hangs long on its hinges — Скрипуче дерево два віки стоїть.
- A dog in the manger — Собака на сіні.
- A drop in the bucket [ocean] — Крапля в морі
- A fly in the ointment — Ложка дьогтю в бочці меду.
- A friend in need is a friend indeed — Друг пізнається в біді.
- A friend's frown is better than a foe's smile — Краще гірка правда, ніж солодка брехня.
- A gift in the hand is better than two promises — Краще синиця в жмені, ніж журавель в небі.
- A great ship asks deep waters — Великому кораблю — велике плавання.
- A horse stumbles that has four legs — Кінь на чотирьох ногах — і то спотикається.
- A little bird told me — Сорока на хвості принесла.
- A man is known by the company he keeps — Скажи мені, хто твій друг, і я скажу, хто ти.
- A miss is as good as a mile — Трішки — не рахується.
- A piece of the churchyard fits everybody — Всі там будемо.
- A rolling stone gathers no moss — Камінь, що котиться, мохом не обростає.
- A sound mind in a sound body — В здоровому тілі здоровий дух.
- A storm in a tea-cup — Буря в склянці води.
- A word spoken is past recalling — Слово — не горобець, вилетить — не спіймаєш.
- Actions speak louder than words — Дії говорять голосніше слів
- Add fuel to the fire — Підлити масла в вогонь.
- After death the doctor — Після бою руками не махають.
- All cats are grey in the dark — Вночі всі кішки сірі.
- All is not gold that glitters — Не все золото, що блищить.
- All is well that ends well — Все добре, що добре закінчується.
- All weeds grow apace — Бур'ян завжди добре росте.
- Although the sun shines, leave not thy cloak at home — Береженого Бог береже.
- An ox is taken by the horns, and the man by the tongue — Язик мій — ворог мій.
- Appetite comes with the eating — Апетит приходить під час їжі.
- As bold as brass — Дурень набитий.
- As like as two peas — Як дві краплі води.
- As old as the hills — Старе, як світ.
- As pale as a ghost — Блідий, як привид.
- As snug as a bug in a rug — Тепло, світло і мухи не кусають.
- As you sow, so you reap — Що посієш, те й пожнеш
- At home even the walls help — Вдома і стіни допомагають.
- At the ends of the earth — У чорта на кулічках.  [Архівовано 23 червня 2010 у Wayback Machine.]